# 30374 Bobbiehinson
30374 Bobbiehinson este un asteroid din centura principală de asteroizi.

## Descriere
30374 Bobbiehinson este un asteroid din centura principală de asteroizi. A fost descoperit pe 9 mai 2000 la Socorro, New Mexico, în cadrul proiectului LINEAR. Asteroidul prezintă o orbită caracterizată de o semiaxă mare de 2,37 ua, o excentricitate de 0,13 și o înclinație de 6,2° în raport cu ecliptica.